# Borsselen (Adelsgeschlecht)

Wappen des Claes van Borsell

Das Haus Borsselen war eine Familie des niederländischen (Hoch)adels.

## Geschichte
Die Familie tritt erstmals Mitte des 13. Jahrhunderts als Herren von Borsselen an der Westerschelde auf, heute ein Ortsteil von Borsele. Zu Borsselen kam die Zandenburg, vor allem aber Goes, Veere, Vlissingen, Domburg, Westkapelle, Brouwershaven, Zoutelande etc.
Ihre größte Bedeutung erlangte die Familie zur Zeit des Hauses Burgund. Frank II. von Borsselen († 1470) war der vierte Ehemann von Jakobäa von Bayern, Wolfhart VI. von Borsselen († 1487) war Marschall von Frankreich und Schwiegersohn des schottischen Königs Jakob I. Die Titel eines Grafen von Grandpré und Grafen von Ostervant sowie die engen Verbindungen zum burgundischen Orden vom Goldenen Vlies runden das Bild ab.
Das Haus Borsselen starb in männlicher Linie 1487 (ältere Linie) bzw. 1521 (jüngere Linie) aus. Diverse uneheliche und legitimierte Zweige der Familie kamen aber auch noch im Laufe des 16. und 17. Jahrhunderts vor. Schlussendlich starb die Familie im Jahre 1917 mit Jonkvrouw Elisabeth Cornelia van Borssele aus.

## Stammliste (Auszug)
1. Nikolaus, Herr von Borsselen, † 1258/63
  1. Peter, Herr von Borsselen und Goes, 1263/78 bezeugt
    1. Floris, X 1322, Herr von Borsselen und Goes

  2. Heinrich genannt Wisse, † vor 1271
    1. Wolfart I., † 1299, Herr von Veere, Zandenburg und der Hohen Herrlichkeit Polsbroek; ⚭ I Cibille von Randerath, † 1294; ⚭ II Katharina von Luxemburg, † 1328, Tochter von Gerhard von Luxemburg in Durbuy (Haus Limburg-Arlon)
      1. Wolfart II., † 1316/17, Herr von Veere und Zandenburg; ⚭ Aleid von Hennegau, uneheliche Tochter von Johann II., Graf von Hennegau und Holland (Haus Avesnes)
        1. Wolfart III., † 1351, Herr von Veere und Zandenburg
          1. Wolfart IV., † 1379, Herr von Veere und Zandenburg
          2. Heinrich I., † 1401, Herr von Veere und Zandenburg
            1. Wolfart V., † 1409, Herr von Veere und Zandenburg, ⚭ Hedwig von Borsselen, Tochter von Nikolaus II. (siehe unten)
              1. Heinrich II., † 1474, Herr von Veere, Zandenburg und Vlissingen, 1467 Graf von Grandpré, 1445 Ritter des Ordens vom Goldenen Vlies
                1. Wolfart VI., † 1487, Herr von Veere, Zandenburg, Vlissingen, Domburg, Westkapelle, Brouwershaven, Graf von Grandpré, Earl of Buchan, Marschall von Frankreich, Ritter des Ordens vom Goldenen Vlies; ⚭ I Mary Stuart, Countess of Buchan, † 1465, Tochter von Jakob I., König von Schottland (Haus Stuart); ⚭ II Charlotte de Bourbon, † 1478, Tochter von Louis I. de Bourbon, comte de Montpensier (Stammliste der Bourbonen)
                  1. (II) Anna, † 1518; ⚭ Philipp von Burgund, Herr von Beveren, Ritter des Ordens vom Goldenen Vlies (Haus Burgund); ⚭ II Ludwig von Montfort, Herr von Veere, † 1505
                  2. (II) Margareta, † 1509, Frau von Kloetinge und Ridderkerk; ⚭ Walraf II., Herr von Brederode, Burggraf von Utrecht, † 1531 – die Eltern von Rainald III. von Brederode, Titulargraf von Holland
                  3. (II) Maria, Frau von Baarland; ⚭ Martin II. von Polheim, Ritter des Ordens vom Goldenen Vlies, † 1498
                  4. (II) Johanna, † 1509, Frau von Fallais; ⚭ Wolfgang Freiherr von Polheim, Ritter des Ordens vom Goldenen Vlies, † 1512, Oberster Hauptmann in Niederösterreich

                2. Margareta, † 1510; ⚭ Ludwig von Brügge, Herr von Gruuthuse, † 1492, 1. Earl of Winchester, Ritter des Ordens vom Goldenen Vlies

          3. Aleid; ⚭ Johann III., Herr zu Kruiningen (Haus Kruiningen)

      2. Floris, † wohl 1344
      3. Nikolaus (Claas) I., † 1357, Herr von Brigdamme
        1. Albrecht, † 1390, Herr von Brigdamme
          1. Nikolaus (Claas) II., † 1412, Herr von Brigdamme
            1. Hadewig, † 1464; ⚭ I Adrian von Heenvliet, † vor 1405; ⚭ II Wolfart V. von Borsselen, † 1409 (siehe oben)
            2. Philipp, † 1431, Herr von Cortgene, 1430 Statthalter von Holland
            3. Jakob, X 1426, Herr von Brigdamme, Zoutelande und Sint-Laurens
              1. Adrian, † 1468, Herr von Brigdamme, Zoutelande und Sint-Laurens, Ritter des Ordens vom Goldenen Vlies; ⚭ I Maria von Cats, 1457 bezeugt, Tochter von Johann; ⚭ II Anna Bâtarde de Bourgogne, † 1508, uneheliche Tochter von Philipp dem Guten, Herzog von Burgund (Haus Burgund)

          2. Gillis, † 1390, zu Souburg
            1. Boudin, † 1438, Herr von Souburg
            2. Floris, † 1447, Herr von Souburg

        2. Floris, † 1368, Herr von Sint Maartensdijk, 1365 Statthalter von Seeland
        3. Frank I., † vor 1386, Herr von Sint-Maartendijk
          1. (I) Mechtild, † 1398/1402; ⚭ Johann IV. von Cuyck, Herr von Hoogstraten, † 1442
          2. (II) Floris, † 1422, Herr von Sint-Maartensdijk
            1. Frank II. von Borsselen, † 1470, Herr von Sint-Maartensdijk, Scherpenisse und Zuijlen, Herr von Gorinchem, Leerdam, de Leede und Schoonrewoerd, 1434 Graf von Ostervant, Statthalter von Holland; ⚭ Jakobäa von Bayern, † 1436, Gräfin von Hennegau, Holland und Zeeland (Wittelsbacher)
              1. (unehelich, Mutter: Marguerite de Herzelles, † 1496, uneheliche Tochter von Daniel, Herr von Lilaer) Floris Bastard von Borsselen, † 1505, Herr von Cortgene, Emelisse, Welle und Pamele
                1. Frank, † 1521, Herr von Cortgene, Pamele etc.; ⚭ Katharina von Egmond, † 1544, Tochter von Johann III., Graf von Egmond, Statthalter von Holland, Ritter des Ordens vom Goldenen Vlies

          3. (II) Dietrich, † 1409, Herr zu Zuijlen

        4. Raes, 1359/90 bezeugt, Herr zu Ellewoudsdijk
          1. Floris, † 1393/94, Herr von Ellewoudsdijk

        5. Gerhard, † vor 1384, Amtmann von Middelburg; ⚭ Margareta von Kruiningen, Tochter von Arnold (Haus Kruiningen)
          1. Mechtild; ⚭ Johann von Hennegau, Herr von Vlissingen, † nach 1405

    2. Raas, † nach 1299
      1. Philipp, † vor 1341
      2. Floris der Jüngere, 1317/43 bezeugt
      3. Rase, † vor 1340
        1. Philipp, 1340/59 bezeugt
        2. Nikolaus (Claas), † vor 1410

    3. Johann Mulert, † nach 1303